# Liste der Kantone im Département Haute-Marne
Das Département Haute-Marne liegt in der Region Grand Est in Frankreich. Es untergliedert sich in drei Arrondissements mit 17 Kantonen (französisch cantons).
Siehe auch: Liste der Gemeinden im Département Haute-Marne

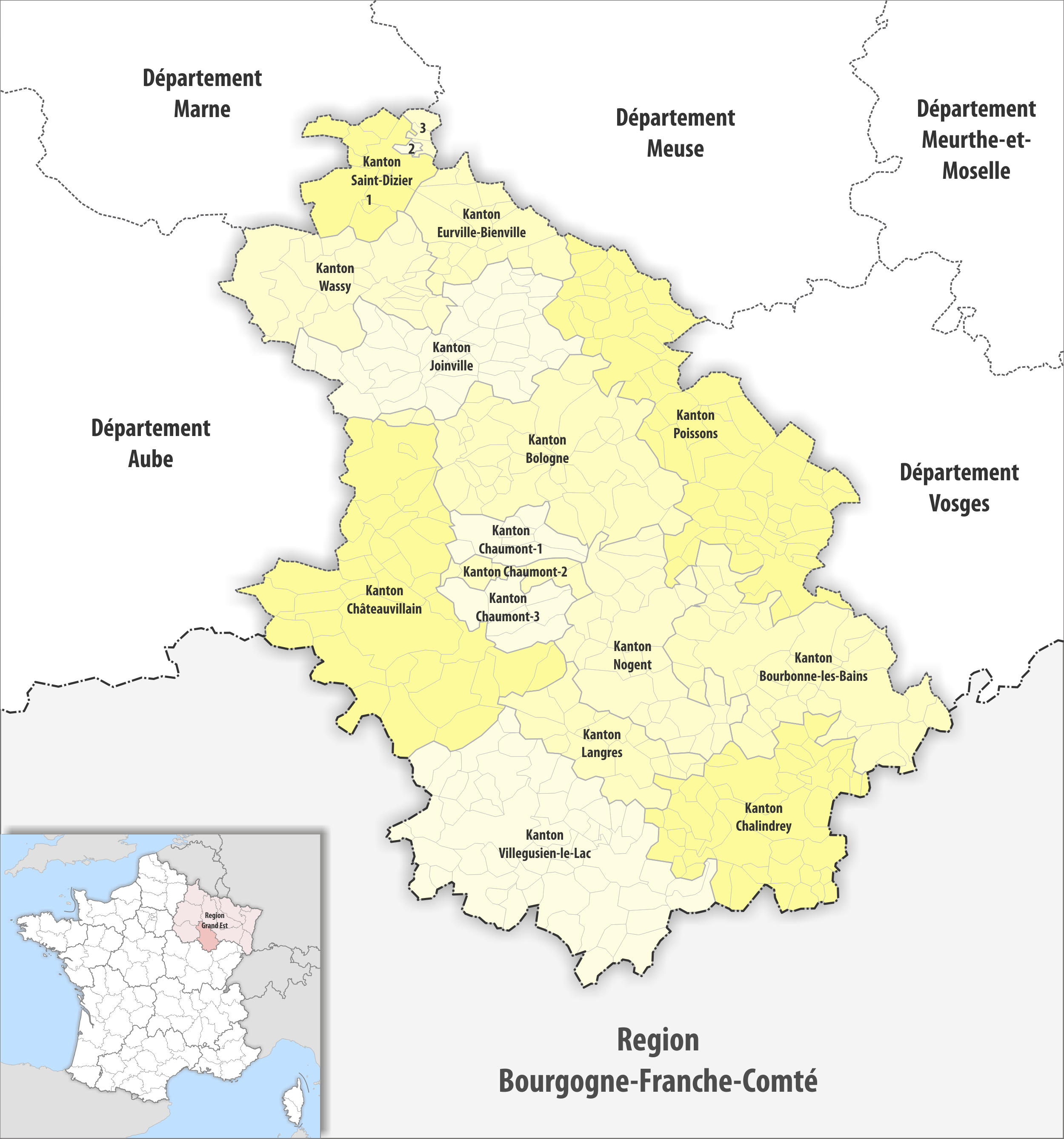
Gemeinden und Kantone im Département Haute-Marne

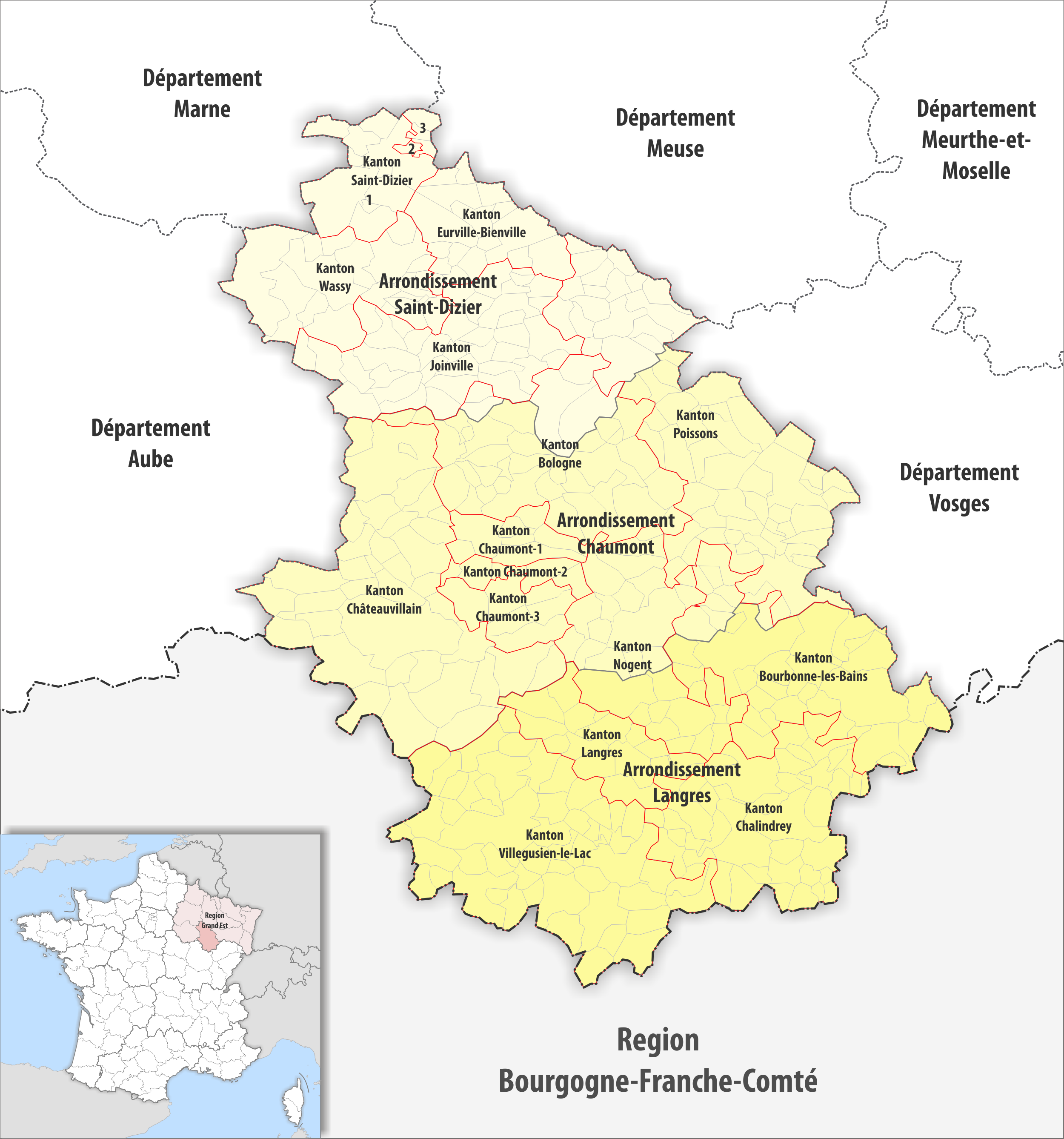
Gemeinden, Arrondissemente und Kantone im Département Haute-Marne

| Kanton                  | Gemeinden | Einwohner 1. Januar 2022 | Fläche km² | Dichte Einw./km² | Code INSEE | Arrondissement(e)      |
| ----------------------- | --------- | ------------------------ | ---------- | ---------------- | ---------- | ---------------------- |
| Bologne                 | 38        | 10.055                   | 568,35     | 18               | 5201       | Chaumont, Saint-Dizier |
| Bourbonne-les-Bains     | 36        | 8.811                    | 566,40     | 16               | 5202       | Chaumont, Langres      |
| Chalindrey              | 45        | 10.597                   | 490,74     | 22               | 5203       | Langres                |
| Châteauvillain          | 37        | 8.697                    | 852,60     | 10               | 5204       | Chaumont               |
| Chaumont-1              | 6 1⁄3     | 10.306                   | 101,08     | 102              | 5205       | Chaumont               |
| Chaumont-2              | 4 1⁄3     | 8.235                    | 60,27      | 137              | 5206       | Chaumont               |
| Chaumont-3              | 5 1⁄3     | 9.970                    | 120,72     | 83               | 5207       | Chaumont               |
| Eurville-Bienville      | 17        | 8.648                    | 223,67     | 39               | 5208       | Saint-Dizier           |
| Joinville               | 38        | 10.270                   | 442,36     | 23               | 5209       | Saint-Dizier           |
| Langres                 | 18        | 11.883                   | 212,49     | 56               | 5210       | Langres                |
| Nogent                  | 29        | 11.824                   | 406,24     | 29               | 5211       | Chaumont, Langres      |
| Poissons                | 65        | 8.262                    | 796,08     | 10               | 5212       | Chaumont, Saint-Dizier |
| Saint-Dizier-1          | 10 1⁄3    | 12.336                   | 185,42     | 67               | 5213       | Saint-Dizier           |
| Saint-Dizier-2          | 1⁄3       | 10.386                   | 3,73       | 2.784            | 5214       | Saint-Dizier           |
| Saint-Dizier-3          | 2 1⁄3     | 10.261                   | 19,90      | 516              | 5215       | Saint-Dizier           |
| Villegusien-le-Lac      | 54        | 8.554                    | 813,56     | 11               | 5216       | Langres                |
| Wassy                   | 20        | 10.770                   | 348,14     | 31               | 5217       | Saint-Dizier           |
| Département Haute-Marne | 426       | 169.865                  | 6.211,75   | 27               | 52         | –                      |

## Liste ehemaliger Kantone
Bis zum Neuzuschnitt der französischen Kantone im März 2015 war das Département Haute-Marne wie folgt in 32 Kantone unterteilt:
| Arrondissement | Kantone |
| -------------- | --- |
| Chaumont       | Andelot-Blancheville, Arc-en-Barrois, Bourmont, Châteauvillain, Chaumont-Nord, Chaumont-Sud, Clefmont, Juzennecourt, Nogent, Saint-Blin, Vignory                                         |
| Langres        | Auberive, Bourbonne-les-Bains, Fayl-Billot, Laferté-sur-Amance, Langres, Longeau-Percey, Neuilly-l’Évêque, Prauthoy, Val-de-Meuse, Varennes-sur-Amance                                   |
| Saint-Dizier   | Chevillon, Doulaincourt-Saucourt, Doulevant-le-Château, Joinville, Montier-en-Der, Poissons, Saint-Dizier-Centre, Saint-Dizier-Nord-Est, Saint-Dizier-Ouest, Saint-Dizier-Sud-Est, Wassy |